# Hồ Văn Lợi
Hồ Văn Lợi (sinh năm 1970 tại Huế) là một huấn luyện viên và cựu cầu thủ bóng đá người Việt Nam. Ông là một trong những cầu thủ xuất sắc nhất trong thế hệ vàng ngày xưa của câu lạc bộ bóng đá Cảng Sài Gòn, Hồ Văn Lợi được rất nhiều người mến mộ và đặt cho biệt danh "Tiếu già" do lối chơi bóng quái dị của ông và sở thích uống bia của mình.

## Tuổi thơ
Hồ Văn Lợi sinh ra trong một gia đình có niềm đam mê bóng đá, trong đó có người anh Hồ Văn Tam (chơi ở vị trí trung vệ và cũng là một cầu thủ của Cảng Sài Gòn), chính vì thế mà ông tiếp xúc với bóng đá từ rất sớm. Hồ Văn Lợi thường hay đi theo anh trai mình theo dõi những buổi luyện tập và thi đấu của câu lạc bộ Cảng Sài Gòn, ông cũng hay đá bóng với những người bạn đồng trang lứa với mình trên sân tập Trần Phú (Bình Thạnh).

## Sự nghiệp câu lạc bộ
Dù yêu thích bóng đá và mong muốn được trở thành cầu thủ là thế, nhưng những bước đầu tiên trên hành trình trở thành cầu thủ của ông lại chẳng dễ dàng gì. Năm 17 tuổi, Hồ Văn Lợi dự tuyển vào lớp năng khiếu bóng đá thành phố Hồ Chí Minh và bị loại ngay từ vòng gửi xe do thể hình thấp bé của ông. Không nản lòng, Hồ Văn Lợi nhờ anh trai xin cho mình một chân chạy việc trong đội Cảng Sài Gòn. Ngoài việc lau giày, chuẩn bị sân tập, nhặt bóng cho các cầu thủ đàn anh, Hồ Văn Lợi còn phải chuyên tâm tu nghiệp và học hỏi. Nhờ hai năm học việc không lương, ông đã có cho mình những kinh nghiệm cần thiết để trở thành một cầu thủ chuyên nghiệp. Vào mùa bóng 1991, lực lượng câu lạc bộ Cảng Sài Gòn sứt mẻ nghiêm trọng do chấn thương và đội bóng đối diện với nguy cơ xuống hạng. Hồ Văn Lợi liền được trao cơ hội trong trận đấu với đại kình địch Thể Công tại Hải Phòng, ông ghi bàn vào phút thứ 89 và gỡ hòa 1-1 cho Cảng Sài Gòn và theo những tâm sự sau này với các phóng viên thì đó là một trong những kỷ niệm khó quên của ông vì bàn thắng đó góp phần giúp Cảng Sài Gòn trụ lại với giải đấu.
Dưới sự dẫn dắt của huấn luyện viên trưởng Phạm Huỳnh Tam Lang, Hồ Văn Lợi càng ngày càng tiến bộ qua từng mùa giải. Vào mùa giải sau đó, ông cùng cảng Sài Gòn đoạt cúp quốc gia sau trận chung kết thắng Thể Công tại sân Thống Nhất. Vào mùa giải năm 1997, tập thể Cảng Sài Gòn vô địch giải vô địch quốc gia lần thứ 3 khi xếp trên đội đứng thứ hai là Sông Lam Nghệ An với khoảng cách 4 điểm, Cảng Sài Gòn cũng trở thành đại diện của Việt Nam tham dự Asian Club Championship (tiền thân của AFC Champions League).
Khi giải đấu chuyển sang mô hình chuyên nghiệp và mang tên V-League vào năm 2000 thì cũng là lúc người ta được thấy Hồ Văn Lợi thi đấu xuất thần nhất. Vào mùa bóng 2001-2002, Hồ Văn Lợi với phong độ tuyệt vời của mình đã góp công lớn vào chức vô địch V-League của đội Cảng Sài Gòn, ông cũng ẵm luôn danh hiệu vua phá lưới với 9 bàn thắng ghi được. Tuy vậy ở ngay mùa giải sau đó, trước sự nổi lên của Hoàng Anh Gia Lai và Gạch Đồng Tâm Long An, Cảng Sài Gòn lại thi đấu bết bát và phải xuống hạng ngay khi vừa vô địch ở mùa giải trước đó.
Sau mùa giải 2003 cùng sự xáo trộn trong nội bộ câu lạc bộ Cảng Sài Gòn khi chuyển qua cái tên mới là Câu lạc bộ bóng đá Thép Miền Nam - Cảng Sài Gòn, Hồ Văn Lợi vẫn tiếp tục ở lại cống hiến cho cậu lạc bộ và giúp đội bóng của mình có được tấm vé thăng hạng vào mùa bóng 2004. Ông tiếp tục thi đấu cho Câu lạc bộ bóng đá Thép Miền Nam - Cảng Sài Gòn vào hai mùa giải tiếp theo là 2005 và 2006 và giúp đội trụ hạng thành công. Tuy vậy vào ngày 11 tháng 05 năm 2006, Hồ Văn Lợi và Huỳnh Hồng Sơn đã bị bắt tạm giam tại Hà Nội và nhận quyết định khởi tố về tội nhận hối lộ trong vụ Sông Lam Nghệ An dùng tiền mua chức vô địch ở mùa bóng 2000-2001, Nguyên Chương, Văn Phụng và Xuân Thủy cũng bị khởi tố với tội danh trên, nhưng được tại ngoại. Sau khi hết thời gian tạm giam 7 tháng, Hồ Văn Lợi thi đấu tiếp cho Thép Miền Nam - Cảng Sài Gòn thêm hai mùa nữa rồi mới chính thức tuyên bố giải nghệ.
Trước thềm mùa giải 2009, Hồ Văn Lợi cùng câu lạc bộ bóng đá Thép Miền Nam - Cảng Sài Gòn tham dự giải đấu Cúp bóng đá Kinh Đô - Vinacapital, diễn ra từ ngày 10 đến 18-1 trên sân Thống Nhất. Trong giải đấu đó, Hồ Văn Lợi đã ghi một bàn vào lưới Becamex Bình Dương và giúp Thép Miền Nam - Cảng Sài Gòn giành được chiến thắng với tỉ số 1-0 và qua đó góp phần giúp Thép Miền Nam - Cảng Sài Gòn giành được chức vô địch.
Dù cùng câu lạc bộ Cảng Sài Gòn đạt được rất nhiều vinh quang ở giải quốc nội, nhưng Hồ Văn Lợi lại không có duyên với màu áo của đội tuyển quốc gia khi ông luôn bị bỏ qua trong mỗi lần có lệnh triệu tập lên tuyển. Một phần cũng do vào lúc đó tuyển Việt Nam thời điểm đó đang sở hữu quá nhiều cầu thủ xuất sắc như Nguyễn Hồng Sơn, Nguyễn Văn Sỹ, Triệu Quang Hà, Trương Việt Hoàng nên ông không chen chân vào được.